# Steve Morrow
Stephen ("Steve") Joseph Morrow (Belfast, 2 juli 1970) is een voormalig voetballer en voetbaltrainer uit Noord-Ierland.
In juli 1987 tekende hij bij Arsenal. Voordat hij zijn debuut maakte voor Arsenal speelde hij eerst bij enkele clubs op huurbasis.
Op 3 februari 2004 werd Morrow assist trainer bij FC Dallas, maar verlengde zijn contract niet vanwege persoonlijke redenen. Op 27 januari 2005 kwam hij weer terug bij de club. Wanneer toenmalig trainer Colin Clarke werd ontslagen op 7 november 2006 werd Morrow interim-trainer. Op 11 december 2006 werd interim weggehaald.
Op dinsdag 20 mei 2008 werd hem na bijna twee jaar de wacht aangezegd. Een 5-1 thuisnederlaag tegen Los Angeles Galaxy was de druppel. Assistent-trainer Marco Ferruzzi nam zijn taken over.
In september 2008 werd Morrow "International Partnerships Performance Supervisor" bij Arsenal.